# Hemiscyllium ocellatum
Espèce
Statut de conservation UICN

 LC  : Préoccupation mineure
Répartition géographique
Le Requin-chabot ocellé (Hemiscyllium ocellatum) vit dans le Pacifique ouest, de 1 à 26° Sud et de la surface à 50 mètres de profondeur. Il atteint parfois 1,10 mètre de long.
Le requin-chabot ocellé est une espèce de requin à longue queue, de la famille des Hemiscylliidae, que l'on trouve notamment dans les eaux tropicales peu profondes au large de l'Australie et de la Nouvelle-Guinée. Il est également caractérisé par une très grande tache noire entourée de blanc derrière chaque nageoire pectorale. Petite espèce mesurant généralement moins de 1 m , ce requin a un corps mince avec une tête courte et de larges nageoires en forme de pagaie. Le pédoncule caudal, auquel est attachée la nageoire caudale, représente plus de la moitié de la longueur du requin. Les adultes sont brun clair sur le dessus, avec des taches éparses plus foncées.
Les requins-chabots ocellés sont des animaux nocturnes et fréquentent les eaux peu profondes des récifs coralliens ou des bassins de marée. Ce requin a évolué pour faire face à la forte raréfaction nocturne de l'oxygène (hypoxie) dans les bassins de marée isolés en augmentant l'apport sanguin à son cerveau et en désactivant sélectivement les fonctions neurales non essentielles. Il est capable de survivre à une anoxie complète pendant deux heures sans effets néfastes et à une température beaucoup plus élevée que la plupart des autres animaux tolérant l'hypoxie. Plutôt que de nager, le requin-chabot ocellé marche souvent en remuant son corps et en s'appuyant sur ses nageoires. Cette espèce se nourrit d'un large éventail de petits invertébrés benthiques et de poissons osseux. Les requins-chabots ocellés sont ovipares, les femelles déposant des paires de capsules d'œufs environ tous les 14 jours d'août à décembre. En raison de leur robustesse et de leur petite taille, les requins-chabots ocellés sont populaires dans les aquariums publics et privés. L'Union internationale pour la conservation de la nature (UICN) a évalué cette espèce comme étant en état de préoccupation mineure, car en dehors du commerce des petits aquariums, elle présente peu d'intérêt pour l'industrie de la pêche.

## Taxonomie et phylogénie
Le requin-chabot ocellé est décrit pour la première fois par le naturaliste français Pierre Joseph Bonnaterre dans son « Tableau encyclopédique et méthodique des trois règnes de la nature de 1788 » avec le nom de Squalus ocellatus. Le nom est ensuite modifié en Hemiscyllium ocellatum, nom toujours utilisé actuellement. Le spécimen type est un mâle immature de 35 cm de long capturé près de Cooktown, Queensland, Australie. Un nom commun pour désigner cette espèce est le requin-chabot ocellé. Une analyse morphologique de 2002 montre que le genre Hemiscyllium est une polytomie, ce qui signifie que les relations phylogénétiques entre le requin-chabot ocellé et ses espèces sœurs ne peuvent pas être résolues.

## Distribution et habitat
L'aire de répartition du requin-chabot ocellé s'étend de la côte sud de la Nouvelle-Guinée à la côte nord de l'Australie, jusqu'à Sydney au sud. Le groupe Capricorn-Bunker de la Grande Barrière de Corail contient une population particulièrement importante, avec des milliers d'individus estimés habitant les récifs autour de Heron Island. De plus, il existe des observations non confirmées de cette espèce en Malaisie, à Sumatra et dans les îles Salomon. Les requins-chabots ocellés se trouvent dans des eaux peu profondes jusqu'à une profondeur maximale de 50 m, et sont souvent vus dans des eaux à peine assez profondes pour couvrir leur corps. Ils préfèrent les bassins de marée, les bassins dans les zones coralliennes,.

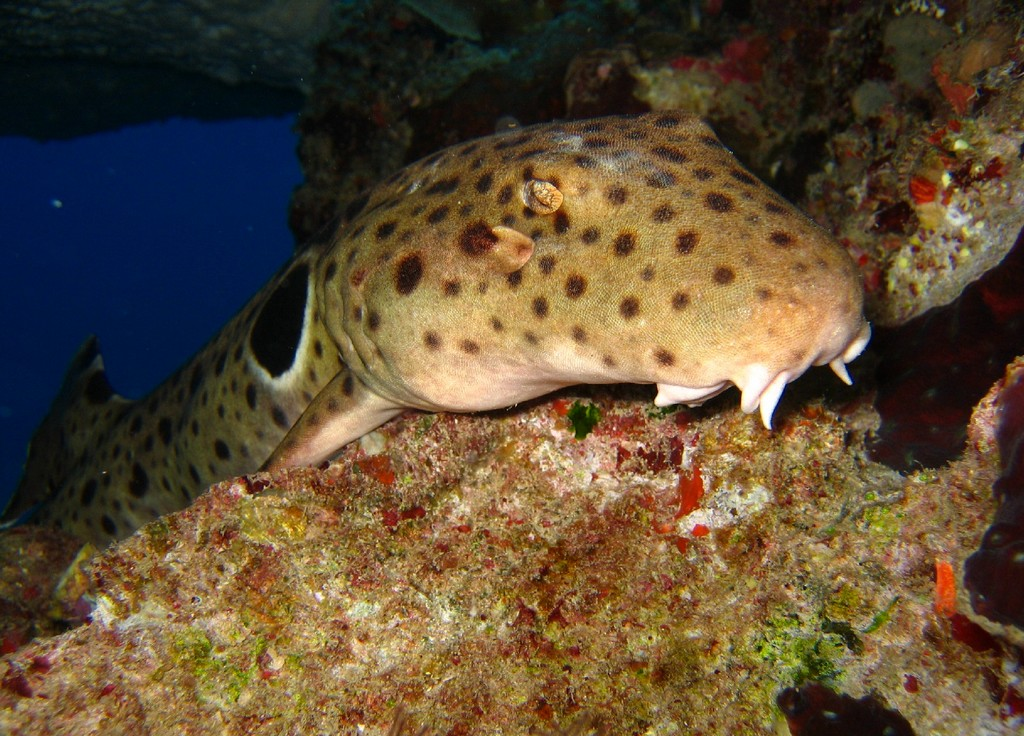
Hemiscyllium ocellatum.

## Description

### Biologie et écologie

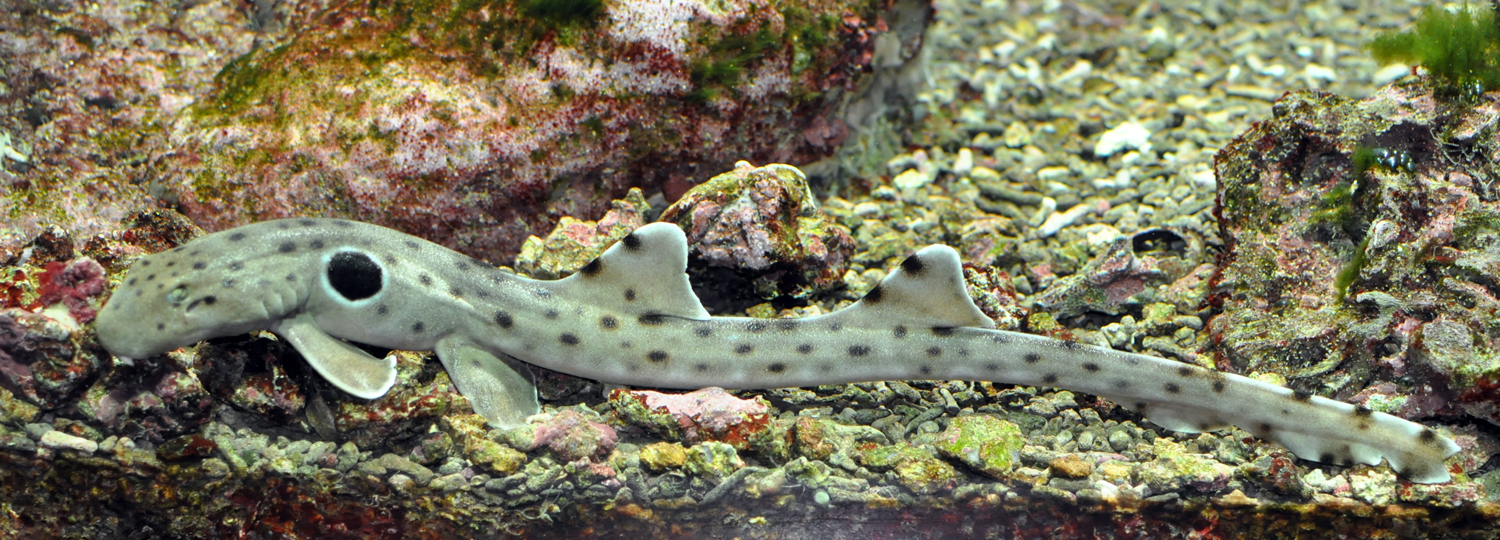
Les requins chabots sont caractérisés par une grande tache noire derrière leurs nageoires pectorales.

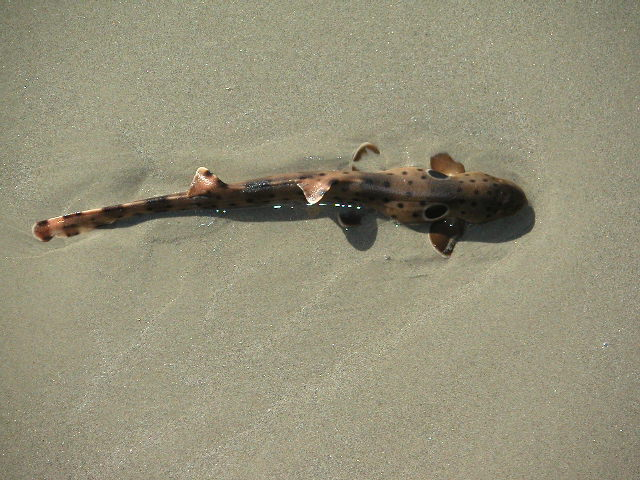
Un requin chabot sur le sable humide.

À la suite d'une probable adaptation évolutive lui permettant de naviguer dans son environnement récifal complexe, le requin chabot se sert de ses nageoires pour se déplacer sur le sol. Il se déplace en semblant marcher, en pliant son corps d'un côté à l'autre et en poussant sur le sol avec ses nageoires pectorales et pelviennes en forme de pagaie. Sa démarche est similaire à celle des salamandres, un exemple d'évolution convergente. Le requin est également capable de nager, mais il se déplace le plus souvent sur le fond sableux ou corallien, même lorsque l'eau est suffisamment profonde pour lui permettre de nager librement. Les supports cartilagineux de ces nageoires sont réduits et séparés par rapport aux autres requins, ce qui permet de les faire pivoter pour les utiliser comme des membres terrestres. Ce mode de locomotion permet même au requin de ramper hors de l'eau pour accéder à des bassins de marée isolés. La démarche du requin-chabot ocellé est similaire à celle des tétrapodes tels que les salamandres, ce qui suggère que les mouvements nécessaires pour marcher sur la terre ferme développés par des animaux aquatiques ont pu précéder et faciliter l'évolution des premiers vertébrés terrestres. Les requins chabots sont en grande partie nocturnes et sont plus actifs en eaux basses. Ils se cachent souvent à l'intérieur ou sous les têtes de corail, bien qu'il leur suffise que la tête soit immergée même si le reste du corps est exposé à l'air libre. Parfois, ils se positionnent en plein air sur des plaines sablonneuses ou au sommet de récifs en faisant face au courant, une forme d'orientation connue sous le nom de rhéotaxie qui peut améliorer la respiration ou la détection des prédateurs.
Les requins chabots sont la proie de plus gros poissons tels que d'autres requins. La coloration de sa peau lui procure un camouflage protecteur, tandis que la tache distinctive sur son flanc est supposée être un faux-œil pour distraire ou dissuader les prédateurs. Les requins chabots sont presque tous parasités par le stade larvaire parasite des isopodes gnathiidés. Les larves se nourrissent de sang et se fixent principalement sur la peau autour du cloaque et du ptérygopode, bien qu'on les trouve également à l'intérieur de la bouche et sur les branchies. Ces parasites causent peu de dommages et on ne pense pas qu'ils aient un effet négatif sur la santé du requin. Les autres parasites de cette espèce comprennent une espèce de myxosporien du genre Kudoa, qui infeste les muscles squelettiques, le protozoaire hémogrégarine Haemogregarina hemiscyllii, qui infecte le sang, l'ostracode Sheina orri, qui se fixe sur les branchies, et le nématode Proleptus australis, qui infeste l'estomac.

### Tolérance à l'hypoxie
Les requins-chabots ocellés peuvent survivre pendant des heures avec peu d'oxygène, et peuvent grimper sur la terre ferme pour atteindre une zone d'eau appropriée à proximité.
La nuit, des bassins entourés de récifs de coraux peu profonds et habités par le requin-chabot ocellé sont souvent isolés de l'océan par la marée descendante. La quantité d'oxygène dissous dans le bassin peut chuter de 80 % ou plus pendant la nuit en raison de la respiration combinée de tous les organismes qui s'y trouvent. Le requin-chabot ocellé a évolué pour faire face à ces conditions hypoxiques, étant capable de survivre pendant plus de trois heures à 5 % du niveau d'oxygène atmosphérique sans perdre sa réactivité comportementale. En laboratoire, des requins-chabot ocellé ont survécu pendant une heure sans oxygène à 30 °C, ce qui est également inhabituel dans la mesure où la plupart des animaux capables de tolérer la privation d'oxygène le font à basse température.
Les réponses physiologiques du requin-chabot ocellé à une faible teneur en oxygène sont médiées par l'adénosine, un nucléoside. Dans des conditions hypoxiques, les rythmes cardiaque et respiratoire chutent brusquement. La pression artérielle du requin chute de moitié car les vaisseaux sanguins se dilatent pour fournir davantage de sang au cerveau et au cœur. Contrairement aux poissons osseux et aux tétrapodes, le débit sanguin reste constant et il n'y a pas d'élévation du taux de glucose dans le sang. Le cerveau des requins ne consomme qu'un tiers de l'adénosine triphosphate (ATP) de celui des téléostéens. Le requin-chabot ocellé est capable de réduire encore cette demande énergétique en diminuant le métabolisme de certaines zones de son cerveau, par exemple en gardant les noyaux sensoriels fonctionnels tout en désactivant les noyaux moteurs. Cela permet au requin de fournir suffisamment d'ATP pour éviter la mort des neurones, tout en restant attentif à son environnement.

### Sensibilité à la température
Le taux de développement et la forme physique des requins-chabots ocellés sont fortement affectés par la température au cours du développement. Les augmentations de température dues au changement climatique sont suffisantes pour affaiblir les requins, ce qui risque d'endommager les écosystèmes.

## Menaces et préservation
Les requins Hemiscyllium ocellatum semblent être vulnérables au changement climatique. Dans des eaux plus chaudes, ils naissent plus petits, épuisés, sous-alimentés et dans des environnements dans lesquels leur survie est plus difficile.